# Liste der AMD-Athlon-64-Prozessoren
Der Athlon 64 ist ein auf den Heimcomputermarkt zugeschnittener Prozessor des US-amerikanischen Herstellers AMD.

## Clawhammer
- Revision: C0, CG
- L1-Cache: 64 + 64 kB (Daten + Instruktionen)
- L2-Cache: 1024 kB mit Prozessortakt
- Alle Modelle unterstützen MMX, Extended 3DNow!, SSE, SSE2, NX-Bit, AMD64 und Cool’n’Quiet.
- Fertigungstechnik: 130 nm (SOI)
- Die-Größe: 193 mm² bei 105,9 Millionen Transistoren

| Modellnummer | Revision | Frequenz | L2-Cache | HT       | Multi | Vcore  | TDP  | Sockel | Einführung | Teilenummer   |
| ------------ | -------- | -------- | -------- | -------- | ----- | ------ | ---- | ------ | ---------- | ------------- |
| 2800+        | C0       | 1800 MHz | 512 kB   | 800 MHz  | 9×    | 1,50 V | 89 W | 754    | 27.04.2004 | ADA2800AEP4AP |
| 2800+        | CG       | 1800 MHz | 512 kB   | 800 MHz  | 9×    | 1,50 V | 89 W | 754    | 27.04.2004 | ADA2800AEP4AR |
| 3000+        | C0       | 2000 MHz | 512 kB   | 800 MHz  | 10×   | 1,50 V | 89 W | 754    | 15.12.2003 | ADA3000AEP4AP |
| 3000+        | CG       | 2000 MHz | 512 kB   | 800 MHz  | 10×   | 1,50 V | 89 W | 754    | 2004       | ADA3000AEP4AR |
| 3200+        | C0       | 2000 MHz | 1024 kB  | 800 MHz  | 10×   | 1,50 V | 89 W | 754    | 23.09.2003 | ADA3200AEP5AP |
| 3200+        | C0       | 2200 MHz | 512 kB   | 800 MHz  | 11×   | 1,50 V | 89 W | 754    |            | ADA3200AEP4AP |
| 3200+        | CG       | 2000 MHz | 1024 kB  | 800 MHz  | 10×   | 1,50 V | 89 W | 754    | 23.09.2003 | ADA3200AEP5AR |
| 3200+        | CG       | 2200 MHz | 512 kB   | 800 MHz  | 11×   | 1,50 V | 89 W | 754    |            | ADA3200AEP4AR |
| 3400+        | C0       | 2200 MHz | 1024 kB  | 800 MHz  | 11×   | 1,50 V | 89 W | 754    |            | ADA3400AEP5AP |
| 3400+        | C0       | 2400 MHz | 512 kB   | 800 MHz  | 12×   | 1,50 V | 89 W | 754    |            | ADA3400AEP4AP |
| 3400+        | CG       | 2200 MHz | 1024 kB  | 800 MHz  | 11×   | 1,50 V | 89 W | 754    |            | ADA3400AEP5AR |
| 3400+        | CG       | 2400 MHz | 512 kB   | 800 MHz  | 12×   | 1,50 V | 89 W | 754    |            | ADA3400AEP4AR |
| 3500+        | CG       | 2200 MHz | 512 kB   | 1000 MHz | 11×   | 1,50 V | 89 W | 939    |            | ADA3500DEP4AS |
| 3700+        | C0       | 2400 MHz | 1024 kB  | 800 MHz  | 12×   | 1,50 V | 89 W | 754    |            | ADA3700AEP5AP |
| 3700+        | CG       | 2400 MHz | 1024 kB  | 800 MHz  | 12×   | 1,50 V | 89 W | 754    |            | ADA3700AEP5AR |
| 4000+        | CG       | 2400 MHz | 1024 kB  | 1000 MHz | 12×   | 1,50 V | 89 W | 939    | 18.10.2004 | ADA4000DEP5AS |

## Newcastle
- Revision: CG
- L1-Cache: 64 + 64 kB (Daten + Instruktionen)
- L2-Cache: 512 kB mit Prozessortakt
- Alle Modelle unterstützen MMX, Extended 3DNow!, SSE, SSE2, NX-Bit, AMD64 und Cool’n’Quiet.
- Fertigungstechnik: 130 nm (SOI)
- Die-Größe: 144 mm² bei 68,5 Millionen Transistoren

| Modellnummer | Revision | Frequenz | L2-Cache | HT       | Multi | Vcore  | TDP  | Sockel | Einführung | Teilenummer   |
| ------------ | -------- | -------- | -------- | -------- | ----- | ------ | ---- | ------ | ---------- | ------------- |
| 2800+        | CG       | 1800 MHz | 512 kB   | 800 MHz  | 9×    | 1,50 V | 89 W | 754    | 27.04.2004 | ADA2800AEP4AX |
| 3000+        | CG       | 2000 MHz | 512 kB   | 800 MHz  | 10×   | 1,50 V | 89 W | 754    | 15.12.2003 | ADA3000AEP4AX |
| 3000+        | CG       | 1800 MHz | 512 kB   | 1000 MHz | 9×    | 1,50 V | 89 W | 939    |            | ADA3000DEP4AW |
| 3200+        | CG       | 2200 MHz | 512 kB   | 800 MHz  | 11×   | 1,50 V | 89 W | 754    |            | ADA3200AEP4AX |
| 3200+        | CG       | 2000 MHz | 512 kB   | 1000 MHz | 10×   | 1,50 V | 89 W | 939    |            | ADA3200DEP4AW |
| 3300+        | CG       | 2400 MHz | 256 kB   | 800 MHz  | 12×   | 1,50 V | 89 W | 754    |            | ADA3300AEP3AX |
| 3400+        | CG       | 2400 MHz | 512 kB   | 800 MHz  | 12×   | 1,50 V | 89 W | 754    |            | ADA3400AEP4AX |
| 3400+        | CG       | 2200 MHz | 512 kB   | 800 MHz  | 11×   | 1,50 V | 89 W | 939    |            | ADA3400DEP4AZ |
| 3500+        | CG       | 2200 MHz | 512 kB   | 1000 MHz | 11×   | 1,50 V | 89 W | 939    | 01.06.2004 | ADA3500DEP4AW |
| 3800+        | CG       | 2400 MHz | 512 kB   | 1000 MHz | 12×   | 1,50 V | 89 W | 939    | 01.06.2004 | ADA3800DEP4AW |

## Winchester
- Revision: D0
- L1-Cache: 64 + 64 kB (Daten + Instruktionen)
- L2-Cache: 512 kB mit Prozessortakt
- Alle Modelle unterstützen MMX, Extended 3DNow!, SSE, SSE2, NX-Bit, AMD64 und Cool’n’Quiet.
- Fertigungstechnik: 90 nm (SOI)
- Die-Größe: 84 mm² bei 68,5 Millionen Transistoren

| Modellnummer | Revision | Frequenz | L2-Cache | HT       | Multi | Vcore  | TDP  | Sockel | Einführung | Teilenummer   |
| ------------ | -------- | -------- | -------- | -------- | ----- | ------ | ---- | ------ | ---------- | ------------- |
| 3000+        | D0       | 1800 MHz | 512 kB   | 1000 MHz | 9×    | 1,40 V | 67 W | 939    | 14.10.2004 | ADA3000DIK4BI |
| 3200+        | D0       | 2000 MHz | 512 kB   | 1000 MHz | 10×   | 1,40 V | 67 W | 939    | 14.10.2004 | ADA3200DIK4BI |
| 3500+        | D0       | 2200 MHz | 512 kB   | 1000 MHz | 11×   | 1,40 V | 67 W | 939    | 14.10.2004 | ADA3500DIK4BI |

## Venice
- Revision: E3, E6
- L1-Cache: 64 + 64 kB (Daten + Instruktionen)
- L2-Cache: 512 kB mit Prozessortakt
- Alle Modelle unterstützen MMX, Extended 3DNow!, SSE, SSE2, SSE3, NX-Bit, AMD64 und Cool’n’Quiet.
- Fertigungstechnik: 90 nm (SOI)
- Die-Größe: 83,5 mm² bei 68,5 Millionen Transistoren

| Modellnummer | Revision | Frequenz | L2-Cache | HT       | Multi | Vcore       | TDP  | Sockel | Einführung | Teilenummer   |
| ------------ | -------- | -------- | -------- | -------- | ----- | ----------- | ---- | ------ | ---------- | ------------- |
| 1500+        | E6       | 1000 MHz | 512 kB   | 1000 MHz | 5×    | 0,90 V      | 9 W  | 754    | 07.11.2005 | ADC1500B2×4BX |
| 3000+        | E3       | 1800 MHz | 512 kB   | 1000 MHz | 9×    | 1,35–1,40 V | 67 W | 939    | 04.04.2005 | ADA3000DAA4BP |
| 3000+        | E6       | 2000 MHz | 512 kB   | 800 MHz  | 10×   | 1,35 V      | 51 W | 754    |            | ADA3000AKK4BX |
| 3000+        | E6       | 2000 MHz | 512 kB   | 800 MHz  | 10×   | 1,40 V      | 51 W | 754    |            | ADA3000AIK4BX |
| 3000+        | E6       | 1800 MHz | 512 kB   | 1000 MHz | 9×    | 1,35–1,40 V | 67 W | 939    | 04.04.2005 | ADA3000DAA4BW |
| 3200+        | E3       | 2000 MHz | 512 kB   | 1000 MHz | 10×   | 1,35–1,40 V | 67 W | 939    | 04.04.2005 | ADA3200DAA4BP |
| 3200+        | E6       | 2200 MHz | 512 kB   | 800 MHz  | 11×   | 1,40 V      | 59 W | 754    |            | ADA3200AIO4BX |
| 3200+        | E6       | 2000 MHz | 512 kB   | 1000 MHz | 10×   | 1,35–1,40 V | 67 W | 939    | 04.04.2005 | ADA3200DAA4BW |
| 3400+        | E3       | 2400 MHz | 512 kB   | 800 MHz  | 12×   | 1,40 V      | 67 W | 754    |            | ADA3400AIK4BO |
| 3400+        | E3       | 2200 MHz | 512 kB   | 800 MHz  | 11×   | 1,35–1,40 V | 67 W | 939    |            | ADA3400DAA4BZ |
| 3400+        | E6       | 2200 MHz | 512 kB   | 800 MHz  | 11×   | 1,35–1,40 V | 67 W | 939    |            | ADA3400DAA4BY |
| 3500+        | E3       | 2200 MHz | 512 kB   | 1000 MHz | 11×   | 1,35–1,40 V | 67 W | 939    | 04.04.2005 | ADA3500DAA4BP |
| 3500+        | E6       | 2200 MHz | 512 kB   | 1000 MHz | 11×   | 1,35–1,40 V | 67 W | 939    | 04.04.2005 | ADA3500DAA4BW |
| 3800+        | E3       | 2400 MHz | 512 kB   | 1000 MHz | 12×   | 1,35–1,40 V | 89 W | 939    | 04.04.2005 | ADA3800DAA4BP |
| 3800+        | E6       | 2400 MHz | 512 kB   | 1000 MHz | 12×   | 1,35–1,40 V | 89 W | 939    | 04.04.2005 | ADA3800DAA4BW |

## Manchester
- Entstanden aus einem Athlon 64 X2 Doppelkernprozessor durch das Deaktivieren eines Kerns
- Revision: E4
- L1-Cache: 64 + 64 kB (Daten + Instruktionen)
- L2-Cache: 512 kB mit Prozessortakt
- Alle Modelle unterstützen MMX, Extended 3DNow!, SSE, SSE2, SSE3, NX-Bit, AMD64 und Cool’n’Quiet.
- Fertigungstechnik: 90 nm (SOI)
- Die-Größe: 147 mm² bei 154,0 Millionen Transistoren

| Modellnummer | Revision | Frequenz | L2-Cache | HT       | Multi | Vcore  | TDP  | Sockel | Einführung | Teilenummer   |
| ------------ | -------- | -------- | -------- | -------- | ----- | ------ | ---- | ------ | ---------- | ------------- |
| 3200+        | E4       | 2000 MHz | 512 kB   | 1000 MHz | 10×   | 1,35 V | 67 W | 939    | 31.05.2005 | ADA3200DKA4CG |
| 3500+        | E4       | 2200 MHz | 512 kB   | 1000 MHz | 11×   | 1,35 V | 67 W | 939    | 31.05.2005 | ADA3500DKA4CG |

## San Diego
- Revision: E4
- L1-Cache: 64 + 64 kB (Daten + Instruktionen)
- L2-Cache: 1024 kB mit Prozessortakt
- Alle Modelle unterstützen MMX, Extended 3DNow!, SSE, SSE2, SSE3, NX-Bit, AMD64 und Cool’n’Quiet.
- Fertigungstechnik: 90 nm (SOI)
- Die-Größe: 115 mm² bei 114 Millionen Transistoren

| Modellnummer | Revision | Frequenz | L2-Cache | HT       | Multi | Vcore       | TDP  | Sockel | Einführung | Teilenummer   |
| ------------ | -------- | -------- | -------- | -------- | ----- | ----------- | ---- | ------ | ---------- | ------------- |
| 3500+        | E4       | 2200 MHz | 512 kB   | 1000 MHz | 11×   | 1,35–1,40 V | 67 W | 939    | 04.05.2005 | ADA3500DAA4BN |
| 3700+        | E4       | 2200 MHz | 1024 kB  | 1000 MHz | 11×   | 1,35–1,40 V | 89 W | 939    | 04.05.2005 | ADA3700DAA5BN |
| 4000+        | E4       | 2400 MHz | 1024 kB  | 1000 MHz | 12×   | 1,35–1,40 V | 89 W | 939    | 04.05.2005 | ADA4000DAA5BN |

## Toledo
- entstanden aus einem Athlon 64 X2 Doppelkernprozessor durch das Deaktivieren eines Kerns
- Revision: E6
- L1-Cache: 64 + 64 kB (Daten + Instruktionen)
- L2-Cache: 1024 kB mit Prozessortakt
- Alle Modelle unterstützen MMX, Extended 3DNow!, SSE, SSE2, SSE3, NX-Bit, AMD64 und Cool’n’Quiet.
- Fertigungstechnik: 90 nm (SOI)
- Die-Größe: 199 mm² bei 233,2 Millionen Transistoren

| Modellnummer | Revision | Frequenz | L2-Cache | HT       | Multi | Vcore       | TDP  | Sockel | Einführung | Teilenummer   |
| ------------ | -------- | -------- | -------- | -------- | ----- | ----------- | ---- | ------ | ---------- | ------------- |
| 3700+        | E6       | 2200 MHz | 1024 kB  | 1000 MHz | 11×   | 1,35 V      | 89 W | 939    |            | ADA3700DKA5CF |
| 4000+        | E6       | 2400 MHz | 1024 kB  | 1000 MHz | 12×   | 1,35–1,40 V | 89 W | 939    |            | ADA4000DKA5CF |

## Orleans
- Zum Teil auch Athlon 64 X2 "Windsor" Doppelkernprozessoren mit einem deaktivierten Kern
- Revision: F2
- L1-Cache: 64 + 64 kB (Daten + Instruktionen)
- L2-Cache: 512 kB mit Prozessortakt
- Alle Modelle unterstützen MMX, Extended 3DNow!, SSE, SSE2, SSE3, NX-Bit, AMD64, Cool’n’Quiet und AMD Virtualization.
- Fertigungstechnik: 90 nm (SOI)
- Die-Größe: 183 mm² bei 153,8 Millionen Transistoren

| Modellnummer     | Revision | Frequenz | L2-Cache | HT       | Multi | Vcore       | TDP  | Sockel | Einführung | Teilenummer                 |
| ---------------- | -------- | -------- | -------- | -------- | ----- | ----------- | ---- | ------ | ---------- | --------------------------- |
| 3000+ (embedded) | F2       | 1800 MHz | 512 KB   | 1000 MHz | 9×    | ? V         | 35 W | AM2    |            | ADD3000IAA4CNE              |
| 3000+            | F2       | 1800 MHz | 512 KB   | 1000 MHz | 9×    | 1,35–1,40 V | 62 W | AM2    | 23.05.2006 | ADA3000IAA4CN ADA3000IAA4CW |
| 3200+            | F2       | 2000 MHz | 512 KB   | 1000 MHz | 10×   | 1,35–1,40 V | 62 W | AM2    | 23.05.2006 | ADA3200IAA4CN ADA3200IAA4CW |
| 3500+ EE         | F2       | 2200 MHz | 512 KB   | 1000 MHz | 11×   | 1,20–1,25 V | 35 W | AM2    | 23.05.2006 | ADD3500IAA4CN               |
| 3500+            | F2       | 2200 MHz | 512 KB   | 1000 MHz | 11×   | 1,25–1,40 V | 62 W | AM2    | 23.05.2006 | ADA3500IAA4CN ADA3500IAA4CW |
| 3800+            | F2       | 2400 MHz | 512 KB   | 1000 MHz | 12×   | 1,25–1,40 V | 62 W | AM2    | 23.05.2006 | ADA3800IAA4CN ADA3800IAA4CW |
| 4000+            | F2       | 2600 MHz | 512 KB   | 1000 MHz | 13×   |             |      | AM2    |            | ADA4000IAA4CW               |

## Windsor
- entstanden aus einem Athlon 64 X2 Doppelkernprozessor durch das Deaktivieren eines Kerns
- Revision: F3
- L1-Cache: 64 + 64 kB (Daten + Instruktionen)
- L2-Cache: 1024 kB mit Prozessortakt
- Alle Modelle unterstützen MMX, Extended 3DNow!, SSE, SSE2, SSE3, NX-Bit, AMD64, Cool’n’Quiet und AMD Virtualization.
- Fertigungstechnik: 90 nm (SOI)
- Die-Größe: 230 mm² bei 227,4 Millionen Transistoren

| Modellnummer | Revision | Frequenz | L2-Cache | HT       | Multi | Vcore       | TDP  | Sockel | Einführung | Teilenummer   |
| ------------ | -------- | -------- | -------- | -------- | ----- | ----------- | ---- | ------ | ---------- | ------------- |
| 3500+        | F3       | 2200 MHz | 512 kB   | 1000 MHz | 11×   | 1,25–1,40 V | 62 W | AM2    | 20.02.2007 | ADA3500IAA4DH |
| 3800+        | F3       | 2400 MHz | 512 kB   | 1000 MHz | 12×   | 1,25–1,40 V | 62 W | AM2    | 20.02.2007 | ADA3800IAA4DH |
| 4000+        | F3       | 2600 MHz | 512 kB   | 1000 MHz | 13×   | 1,25–1,40 V | 62 W | AM2    | 20.02.2007 | ADA4000IAA4DH |
| LE-1600      | F3       | 2200 MHz | 1024 kB  | 1000 MHz | 11×   | 1,25–1,40 V | 45 W | AM2    | 08.10.2007 | ADH1600IAA5DH |
| LE-1620      | F3       | 2400 MHz | 1024 kB  | 1000 MHz | 12×   | 1,25–1,40 V | 45 W | AM2    | 08.10.2007 | ADH1620IAA5DH |
| LE-1640      | F3       | 2600 MHz | 1024 kB  | 1000 MHz | 13×   | 1,25–1,40 V | 45 W | AM2    | 08.10.2007 | ADH1640IAA5DH |

## Lima
- Zum Teil auch Athlon 64 X2 "Brisbane" Doppelkernprozessoren mit einem deaktivierten Kern
- Revision: G1, G2
- L1-Cache: 64 + 64 kB (Daten + Instruktionen)
- L2-Cache: 512 kB mit Prozessortakt
- Alle Modelle unterstützen MMX, Extended 3DNow!, SSE, SSE2, SSE3, NX-Bit, AMD64, Cool’n’Quiet und AMD Virtualization.
- Fertigungstechnik: 65 nm (SOI)
- Die-Größe: 77,2 mm² bei 122 Millionen Transistoren

| Modellnummer | Revision | Frequenz | L2-Cache | HT       | Multi | Vcore       | TDP  | Sockel | Einführung | Teilenummer   |
| ------------ | -------- | -------- | -------- | -------- | ----- | ----------- | ---- | ------ | ---------- | ------------- |
| 2000+        | G2       | 1000 MHz | 512 kB   | 1000 MHz | 5×    | 0,9 V       | 8 W  | AM2    | 06/2008    | ADF2000IAV4DR |
| 2600+        | G2       | 1600 MHz | 512 kB   | 1000 MHz | 8×    | 1,1 V       | 15 W | AM2    | ?          | ADG2600IAV4DR |
| 2650e        | G2       | 1600 MHz | 512 kB   | 1000 MHz | 8×    | ? V         | 15 W | AM2    | 01/2009    | ADG2650IAV4DP |
| 3200+        | G1       | 2000 MHz | 512 kB   | 1000 MHz | 10×   | 1,20–1,35 V | 45 W | AM2    | 2007       | ADH3200IAA4DE |
| 3500+        | G1       | 2200 MHz | 512 kB   | 1000 MHz | 11×   | 1,20–1,35 V | 45 W | AM2    | 20.02.2007 | ADH3500IAA4DE |
| 3800+        | G1       | 2400 MHz | 512 kB   | 1000 MHz | 12×   | 1,25–1,40 V | 45 W | AM2    | 20.02.2007 | ADH3800IAA4DE |
| LE-1640      | G2       | 2700 MHz | 512 kB   | 1000 MHz | 13,5× | 1,25–1,40 V | 45 W | AM2    | 04/2008    | ADH1640IAA4DP |
| LE-1640B     | G2       | 2700 MHz | 512 kB   | 1000 MHz | 13,5× | 1,25–1,40 V | 45 W | AM2    | 28.04.2008 | ADH164BIAA4DP |
| LE-1660      | G2       | 2800 MHz | 512 kB   | 1000 MHz | 14×   | 1,25–1,40 V | 45 W | AM2    | 05/2008    | ADH1660IAA4DP |